# 巴门尼德

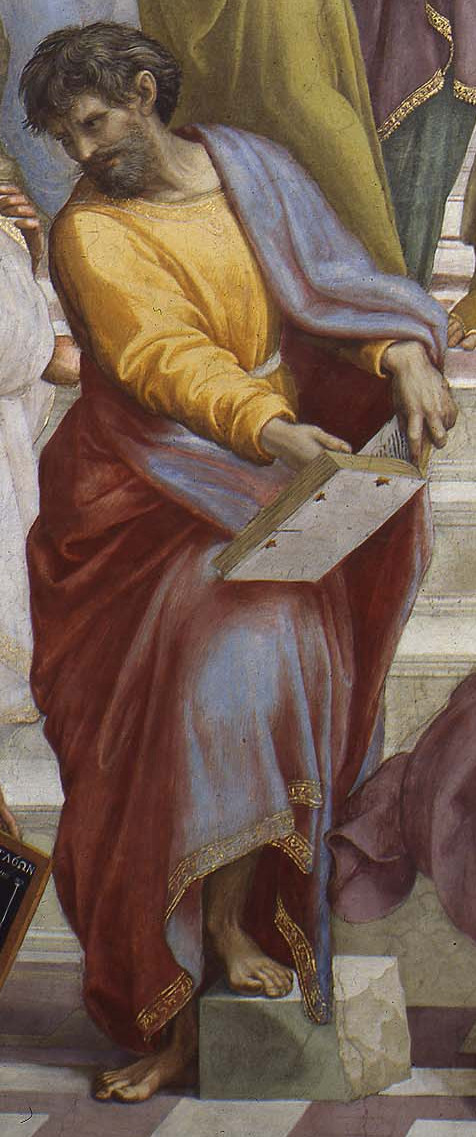
壁畫《雅典學院》中的巴門尼德

爱利亚的巴门尼德（约前515年—前445年），前5世纪古希腊哲学家，是最重要的「前蘇格拉底」哲學家之一，是埃利亚学派的一员。生於埃利亚，主要著作是用韻文寫成的《論自然》，如今只剩下殘篇，他认为真實不會變動，世間的一切變化都是幻象，因此人不可憑感官來认識真實。

## 经历
巴门尼德出生于古希腊殖民地埃利亚（位於現在意大利南部沿岸），这座城市是由希腊的流亡者建立的。受到克塞诺芬尼的影响，产生了自己的哲学。
他建立了著名的埃利亚学派，影响众多后世的哲学家，比如芝诺、恩培多克勒、留基波、普罗泰戈拉、苏格拉底。其中芝诺是他的学生，他捍卫老师的哲学观点，并提出了芝诺悖论为其辩护。
巴门尼德在65岁时由学生芝诺陪同前往雅典，传说他与年轻的苏格拉底进行了对话。

## 观点

### 一切皆一
巴门尼德反对赫拉克利特的万物流变的观点。他认为一切事物的多样性和变幻只是一个幻觉，整个宇宙只有一个东西，并且永恒不变、不可分割，他称之为“一”。
他是这样论证的：要么存在者存在，要么存在者不存在，但是存在者不存在是错误的。因为我们只能对已经存在的东西形成概念并言说，对不存在的东西则无法形成概念并言说，比如我们可以言说一只马，不能言说一只凤凰，那个凤凰是想象的，是不存在的。没有人可以在头脑中形成一个不存在东西的形象。
如果我们接受了赫拉克利特的观点，会认为事物会发生变化与生老病死。但巴门尼德认为，如果我们认为事物会消失，我们就犯了认为“存在者不存在”的错误。

### 真理与意见
巴门尼德的“存在”是通过逻各斯这条道路达到的。由于“存在”作为係词（“是”）是任何语言表述中的确定性体现，因而使得思维有了自己确定的对象；感觉由于流变而处于“非存在”之中，无法用思维来确定。因此，巴门尼德强调“存在物”只能存在于思想和语言中，而那些作为感觉对象的、处于生灭流变中的具体事物，由于无法用语言确切地表述出来、固定下来，因而都是“非存在”。在他看来，无论是米利都学派把变化无常的“非存在”当做万物的本原，主张“非存在”存在，还是赫拉克利特的火本原说，都是虚妄的、荒谬的“意见”。只有坚持“存在物”存在，“非存在物”不存在，才是唯一的“真理之论”。